# آلن چارلز ترات
آلن چارلز ترات (Charles Trott) (زاده ۲۶ مارس ۱۸۹۵ – درگذشته ۶ ژوئیه ۱۹۵۹) در سال‌های جنگ دوم جهانی کاردار سفارت بریتانیا در تهران بود که به گفته عبدالله شهبازی، او رئیس سازمان اطلاعات و امنیت خارجی بریتانیا (MI۶) در ایران بود که با پوشش کاردار سفارت بریتانیا در تهران عمل می‌کرد.
آلن ترات یک زبانشناس، متخصص پرنده‌شناسی، و در موسیقی، مسائل ریاضی و بالاتر از همه در تاریخ طبیعی خبره بوده‌است.
وی به عرف و عادات ایرانی اشراف کامل داشته و بر ادبیات فارسی نیز مسلط بوده و ضرب‌المثل‌ها و ابیات نغز فارسی را کاملاً به جا استفاده می‌نموده‌است.

## اقدامات
از اقدامات مهم «ترات» روابط گسترده او با سیاست‌مداران ایرانی و جذب آن‌ها به سرویس جاسوسی انگلیس بود. معاشرت وی با صاحب منصبان لشکری و کشوری بسیار گسترده بود. به طوری که سرلشکر حسن ارفع در خاطرات خود می‌نویسد: «ما با کارمندان سفارت بریتانیا چه سیویل و چه نظامی دارای روابط بسیار دوستانه بودیم به ویژه با سفیر سرریدر بولارد، آلن ترات، ژنرال فریزر، کلنل بی‌بوس، کلنل گاسترل و آن لمبتون. من با دشواری فراوان می‌کوشیدم تا برای آنها وضع واقعی به ویژه نگرش اخلاقی و معنوی ارتش که کاملافدایی شاه و سلطنت بود و میهن‌پرستی عامه مردم را توضیح دهم.»
سر ریدر بولارد، وزیر مختار انگلیس در ایران در زندگی‌نامه خود می‌نویسد: «ما خوشبختانه در تهران کارمندانی داشتیم که دارای دانش فوق‌العاده عالی از میهن خود و از ایران و زبان فارسی بودند. آتاشه نظامی سرلشکر فریزر و دستیار او سرهنگ دوم بی بوس، دوشیزه لمبتون و یک گروه دبیر شرقی به ویژه آ.چ. ترات.»